# 勝手に逃げろ/人生
『勝手に逃げろ/人生』（仏語Sauve qui peut (la vie)）は、ジャン＝リュック・ゴダール監督による1979年製作のフランス・オーストリア・西ドイツ・スイス合作の映画作品。ロケ地はスイス・レマン湖畔のヴォー州。1968年以来12年ぶり（1980年公開）、記念すべきゴダールの「商業映画復帰第一作」として知られる。

## 概要
1979年、それまでフランス・イゼール県グルノーブルで活動していたゴダールとそのパートナーアンヌ＝マリー・ミエヴィルは、活動拠点をスイスに移し、レマン湖畔の小村ロールに工房を構える。ゴダールはこれを機に商業映画に復帰すべく、アラン・サルドによるプロデュースを受け、ゴダール単独演出作の準備を開始する。それが本作『勝手に逃げろ/人生』である。脚本には、ゴダール＝ミエヴィルのコンビに、ピエール・エテックスやルイス・ブニュエルの脚本家として知られるジャン＝クロード・カリエールが導入される。
商業映画に復帰というからにはスターキャスティング作品である。アラン・サルドがイヴ・ガセール、イヴ・ペイロと手がけたアンドレ・テシネ監督の『ブロンテ姉妹』（1977年）でアン・ブロンテを演じたイザベル・ユペールを主演に据えた。ミュージシャン兼俳優のジャック・デュトロンに加え、フランソワ・トリュフォー監督の『アメリカの夜』（1973年）で、ゴダールらとともにシネフィルとして青春を生きた女性シュザンヌ・シフマンをモデルにした役を演じた、トリュフォー組の常連ナタリー・バイを配した。
音楽のガブリエル・ヤレドはレバノンのベイルート出身のミュージシャンだが、彼の起用はジャック・デュトロンの推薦による。ウィリアム・リュプチャンスキーと並んで撮影に初起用されたレナート・ベルタは、ダニエル・シュミットやアラン・タネールら当時のスイス映画の若手監督たちとともに育ったカメラマンで、イギリスでの公開タイトル（『Slow Motion』）にもなった本作の劇的なスローモーション撮影は彼の手による。
当時27歳のアラン・サルドは、かつて映画プロデューサージャン＝ピエール・ラッサムが、ジガ・ヴェルトフ集団解散後のゴダールに『パート2』（1975年）を撮らせるときにジョルジュ・ド・ボールガールを担ぎ出したように、MK2を立ち上げ気炎を吐いていたマラン・カルミッツを製作総指揮に引っ張り出し、フランス国内配給についてもMK2の配給部門に引き受けさせた。こうして1968年8月の「商業映画との決別宣言」以来、実に12年ぶりにゴダールを商業映画の舞台へと引き上げたのだった。
本作以降、アラン・サルドはゴダールのスターキャスティングの映画を最新作の『アワー・ミュージック』（2004年）に至るまでほぼ全作手がけているが、マラン・カルミッツは本作のみで決別し、以来1本の製作出資、1本の配給すらも請け負っていない。サルドは、1985年の『ゴダールの探偵』にいたっては共同脚本を執筆するほどにゴダールにコミットし、やがて1990年の『ヌーヴェルヴァーグ』以降、製作パートナーをスイス・チューリッヒの映画プロデューサールート・ヴァルトブルゲール（ヴェガ・フィルム）に求めていく。
また同1979年ゴダールは「JLGフィルム」を設立し、短篇『「勝手に逃げろ／人生」のシナリオ』を同社で撮る。この短編はフランス国立映画センター（CNC）からの助成金を得るためのプレゼン用のビデオ作品であった。次回作『パッション』は、同社との共同製作となるため、実質上、『勝手に逃げろ/人生』をもってゴダール＝ミエヴィルの会社「ソニマージュ」での製作活動は終焉に向かう。

## あらすじ
不安と欲望をもって生きる男たち、女たちが、彼らをすり減らす社会と直面する。
この映画は、4つの運動から構成される音楽の楽章のように組織されている。
想像界：ポールとの恍惚のあとで、ドニーズは田園へと去る。
恐怖：ポールは孤独を恐れる。
取引：イザベルは妹に売春業を教える。
音楽：事故のあとポールは死に、そしてドニーズは彼と会うことはない。

## 作品データ
- カラー作品（イーストマン・カラー）/ 上映時間87分 / 上映サイズ1:1.37（スタンダード）
- 撮影期間　1979年9月17日 撮入 - 11月22日 撮了
- ロケ地　スイス・ジュネーヴ州の州都ジュネーヴ、ヴォー州のラック・ド・ジュー、ローザンヌ、ル・リュー、ニヨン

## スタッフ
- 監督　ジャン＝リュック・ゴダール
- 脚本　アンヌ＝マリー・ミエヴィル、ジャン＝クロード・カリエール
- 撮影　レナート・ベルタ、ウィリアム・リュプチャンスキー
- 音楽　ガブリエル・ヤレド
- 編集　ジャン＝リュック・ゴダール、アンヌ＝マリー・ミエヴィル
- 助監督　ロマン・グーピル
- 製作総指揮　マラン・カルミッツ
- プロデューサー　ジャン＝リュック・ゴダール、アラン・サルド
- 製作会社　サラ・フィルム（パリ）、MK2（同）、ソニマージュ（グルノーブル）、ラジオ・テレヴィジオン・スイス＝ロマンド（RTSR、ジュネーヴ）、フランス国立映画センター（CNC、パリ）、第2ドイツテレビ（ZDF、マインツ）、オーストリア放送（ORF、ウィーン）、スイス放送（SSR、ベルン）

## キャスト
- イザベル・ユペール　（イザベル・リヴィエール）
- ジャック・デュトロン　（ポール・ゴダール）
- ナタリー・バイ　（ドニーズ・ランボー）
- ロラン・アムシュトゥッツ　（二人目の客）
- セシル・タネール　（セシル）
- アンナ・バルダッチーニ　（イザベルの妹）
- マルグリット・デュラス　※アーカイヴ・フッテージ

## 註
1. ↑  グルノーブルでの活動については「ソニマージュ」の項、それ以前のパリでの集団製作については「ジガ・ヴェルトフ集団」の項を参照のこと。